# Ilha da Queimada Grande
Ilha da Quiemada Grande, magyarul Kígyó-sziget egy sziget Brazília partjainál, az Atlanti-óceánon. Közigazgatásilag São Paulo államhoz tartozik. A sziget területe mindössze 43 hektár.  
A sziget arról ismert, hogy itt él a világ legnagyobb arany lándzsakígyó-populációja. A kígyók az utolsó jégkorszak végén maradtak a szigeten, amikor a tengerszint emelkedése miatt megszűnt a kapcsolódásuk a szárazfölddel. A szigeten kb. 4000 példány él, ami azt jelenti, hogy négyzetméterenként 1-5 kígyó is megtalálható.
A szigetet jelenleg csak a Brazil Haditengerészet tagjai és a Brazil Természetvédelmi Szövetség kutatói látogathatják.

## Külső hivatkozások
- National Geographic Field Tale: Snake Island
- Mark O'Shea's Lost Worlds Archiválva 2021. február 27-i dátummal a Wayback Machine-ben.
- Vice News: Snake Island Full Length
- Snake Island Brazil: Taste Of Poison Paradise